# Khí dầu mỏ hóa lỏng

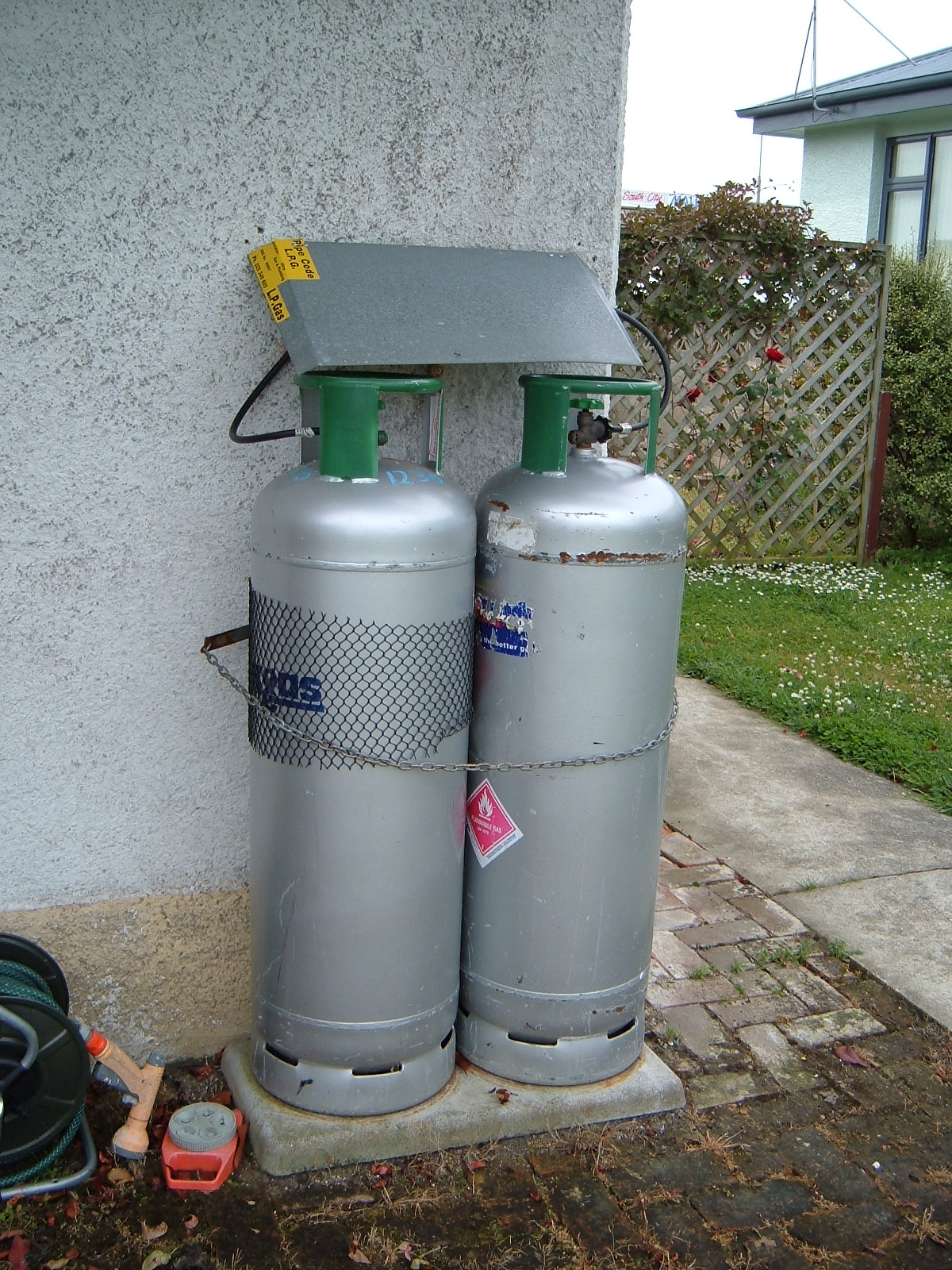
Bình khí hóa lỏng

Khí dầu mỏ hóa lỏng hay Khí hóa lỏng (tiếng Anh: Liquefied Petroleum Gas; viết tắt: LPG), hoặc LP Gas là "khí dầu mỏ hóa lỏng". Đây là cách diễn tả chung của propane có công thức hóa học là C3H8 và butane có công thức hóa học là C4H10, cả hai được tồn trữ riêng biệt hoặc chung với nhau như một hỗn hợp. LPG được gọi là khí dầu mỏ hóa lỏng vì các chất khí này có thể được hóa lỏng ở nhiệt độ bình thường bằng cách gia tăng áp suất vừa phải, hoặc ở áp suất bình thường bằng cách sử dụng kỹ thuật làm lạnh để làm giảm nhiệt độ. Trong thành phần của LPG, thông thường người ta pha trộn propan và butan theo tỷ lệ 30:70, 40:60, 50:50.
Nó ngày càng được sử dụng phổ biến như một thuốc phóng aerosol và một chất làm lạnh, thay thế chlorofluorocarbon (CFC) trong nỗ lực giảm thiệt hại gây thủng tầng ozone của CFC. Khi được sử dụng cụ thể làm nhiên liệu cho xe, nó thường được gọi là khí tự động.
Các loại LPG được mua và bán bao gồm các hỗn hợp chủ yếu là propane (C
3H
8), phần lớn là butane (C
4H
10), và, thông thường nhất, các hỗn hợp bao gồm cả propan và butane. Vào mùa đông ở bán cầu bắc, hỗn hợp chứa nhiều propan hơn, trong khi vào mùa hè, chúng chứa nhiều hơn butane. Tại Hoa Kỳ, chủ yếu hai loại LPG được bán: propan thương mại và HD-5. Các thông số kỹ thuật được công bố bởi Hiệp hội chế biến khí (GPA) và Hiệp hội Thử nghiệm và Vật liệu Hoa Kỳ (ASTM). Hỗn hợp propane/butane cũng được liệt kê trong các thông số này.
Các propylen, butylen và các hydrocarbon khác nhau thường cũng có mặt ở nồng độ nhỏ. HD-5 giới hạn lượng propylene có thể được đặt trong LPG đến 5% và được sử dụng như một thông số kỹ thuật tự động. Một chất tạo mùi mạnh mẽ, ethanethiol, được thêm vào để có thể dễ dàng phát hiện rò rỉ. Tiêu chuẩn Âu châu được quốc tế công nhận là EN 589. Tại Hoa Kỳ, tetrahydrothiophene (thiophane) hoặc amyl mercaptan cũng là chất tạo mùi được phê duyệt, mặc dù hiện tại không được sử dụng.
LPG được điều chế bởi tinh chế dầu mỏ hoặc khí tự nhiên "ướt", và gần như hoàn toàn có nguồn gốc từ các nguồn nhiên liệu hóa thạch, được sản xuất trong quá trình lọc dầu (dầu thô), hoặc được khai thác từ các dòng dầu khí hoặc khí tự nhiên khi chúng nổi lên từ mặt đất. Nó được sản xuất lần đầu tiên vào năm 1910 bởi TS Walter Snelling, và các sản phẩm thương mại đầu tiên xuất hiện vào năm 1912. Hiện tại nó cung cấp khoảng 3% tổng năng lượng tiêu thụ và đốt cháy tương đối sạch không có bồ hóng và rất ít khí thải lưu huỳnh. Vì nó là một loại khí, nó không gây nguy hiểm cho mặt đất hoặc ô nhiễm nước, nhưng nó có thể gây ra ô nhiễm không khí. LPG có giá trị năng lượng cụ thể điển hình là 46,1 MJ / kg so với 42,5 MJ / kg đối với dầu nhiên liệu và 43,5 MJ / kg đối với loại cao cấp xăng (xăng). Tuy nhiên, mật độ năng lượng trên mỗi đơn vị thể tích 26 MJ/L thấp hơn so với xăng hoặc dầu nhiên liệu, vì mật độ tương đối của nó thấp hơn (khoảng 0,5–0,58 kg/L, so với 0,71–0,77 kg/L cho gasoline).
Vì nhiệt độ sôi của nó thấp hơn nhiệt độ phòng, LPG sẽ bay hơi nhanh ở nhiệt độ và áp suất và thường được cung cấp trong bình thép áp lực. Chúng thường được lấp đầy tới 80-85% công suất để cho phép giãn nở nhiệt của chất lỏng chứa. Tỷ lệ giữa thể tích của khí hóa hơi và khí hóa lỏng thay đổi tùy thuộc vào thành phần, áp suất và nhiệt độ, nhưng thường là khoảng 250: 1. Áp suất mà LPG trở thành chất lỏng, được gọi là áp suất hơi, tương tự thay đổi tùy thuộc vào thành phần và nhiệt độ; ví dụ: nó xấp xỉ 220 kPa(32 psi) cho butane tinh khiết tại nhiệt độ 20 °C (68 °F) và khoảng 2.200 kilôpascal (320 psi) cho propane tinh khiết tại 55 °C (131 °F). LPG nặng hơn không khí, không giống như khí tự nhiên, và do đó sẽ tràn dọc theo các tầng và có xu hướng lắng xuống ở những điểm thấp, chẳng hạn như các tầng hầm. Có hai mối nguy hiểm chính từ điều này. Đầu tiên là khả năng nổ nếu hỗn hợp LPG và không khí nằm trong giới hạn nổ và có nguồn đánh lửa. Thứ hai là nghẹt thở do không khí thay thế LPG, làm giảm nồng độ oxy.
Một bình khí LPG "đầy đủ" chứa 85% chất lỏng, thể tích vỏ sẽ chứa hơi ở áp suất thay đổi theo nhiệt độ.